# Bjni
Bjni o Bdjini (in armeno Բջնի?) è un comune dell'Armenia di 2 778 abitanti (2009) della provincia di Kotayk'.